# Heidi Harsieber
Heidi Harsieber (geboren 1948 in Gloggnitz) ist eine österreichische Fotokünstlerin.

## Leben und Werk
Heidi Harsieber machte 1963–1966 eine Fotografenlehre und 1968/69 die Meisterklasse Fotografie an der Höheren Graphischen Bundes-Lehr- und Versuchsanstalt in Wien. 1970 war sie die jüngste selbständige, gewerbliche Fotografin in Österreich, seit den 1960er Jahren fotografiert sie künstlerisch. An der Universität für angewandte Kunst Wien leitete sie von 1977 bis 1985 die Fotozentralwerkstätte und von 1991 bis 2001 unterrichtete sie Dokumentarfotografie für Restauratoren.
Harsieber wurde von Ernst Hartmann, der Lehrer an der Graphischen war, beeinflusst. Als Hommage an dessen Persönlichkeit gab sie in Zusammenarbeit mit Maren Gröning, die wissenschaftlich sein Leben und wirken aufarbeitete, eine Monografie heraus – dieses enthält außerdem einen Teil über Josef Matthias Hauer und Beiträge von ehemaligen Schülern.
1973 fotografierte sie im Auftrag von Friedensreich Hundertwasser selbstgebaute Schrebergartenhäuschen in Wien. Aus dem geplanten Buchprojekt wurde nichts, die Fotografien dazu wurden 2014 unter dem Titel „Peripheres Wohnen“ in der Galerie Ortner 2 gezeigt.
An Heidi Harsiebers Fotografie bemerken Kritiker besonders, sie sei eine »große Porträtistin, die sich mit dem Körper, mit Sexualität, Schmerz und Tod beschäftigt«, ihr »Auge für das 'Unpassende' in einer vordergründig geordneten Welt«, sie nehme es wahr und halte es mit der Kamera fest, aber man müsse mehrfach hinsehen, bis man das Beunruhigende daran präzise ausmachen könne und ein »Faible für Ränder jeglicher Art« und ein Arbeiten in »thematischen Schleifen«, wie Menschen- und Landschaftsstudien, Künstlerporträts, Material- und Objektstudien, Selbstporträts, Körperstudien und Performances und Orte und Räume.
Astrid Peterle in der Publikation ÖsterreichBilder: »Heidi Harsiebers Fotografie zeichnet eine neugierige, sinnliche und psychologisch motivierte Annäherung an Menschen aus. Die Fotografin tritt denjenigen, die sie abbildet, mit großer Zärtlichkeit entgegen«. Manisha Jothady schreibt über die Fotografien des Buchs Immer schön brav, dass in ihnen »das Nachdenken über Krankheit, Schmerz und Vergänglichkeit im Widerstreit mit dem Wunsch nach Vitalität, Jugend und Schönheit eindringlich zum Ausdruck« komme. Jothady sieht Harsiebers Fotografie im Kontext feministischer Künstlerinnen der 1970er Jahre, einerseits aufgrund ihrer »fragmentarischen Darstellung des Selbst, das sich in einem ständigen Übergangszustand zu befinden scheint« und andererseits da Harsieber durch die Einschreibungsversuche des eigenen Körpers in den Umraum einen Dialog mit sich selbst zu initiieren sucht, der der Selbstwahrnehmung und Selbstpositionierung dient.
»Oft sind auf [ihren] Fotos verschwommene Körper zu sehen, oder nur einzelne Körperteile, manchmal mit Requisiten – so unscharf wie die Grenzen zwischen Erotik, Schmerz, Krankheit und Vergänglichkeit in Heidi Harsiebers Werk«, so Anna Soucek in einem Ö1 Radiobeitrag.
Werke von Heidi Harsieber befinden sich in diesen öffentlichen Sammlungen: Albertina, Fotosammlung des Bundes, Wien; Landesmuseum Niederösterreich, St. Pölten; OÖ Landes-Kultur GmbH (Francisco Carolinum), Linz; Wien Museum, Wien; Kunstsammlung der Kulturabteilung der Stadt Wien, MUSA, Wien; Österreichische Galerie Belvedere, Wien. Umfangreiche Dauerleihgaben der Künstlerin befinden sich im FOTOHOF>ARCHIV.

## Ausstellungen (Auswahl)
- 2025: Quer durch. Ein Leben mit der Fotografie, Landesgalerie Niederösterreich, Krems[15]
- 2022: HAND.KAMERA, Francisco Carolinum, Linz[3]
- 2021: WERKSCHAU XXVI: Heidi Harsieber – und immer warten sie, Fotogalerie Wien[10]
- 2020: Einblicke – Künstler und ihr Partner / Trash, FOTOHOF>ARCHIV, Salzburg
- 2020: Love has changed, not so desire, Charim Events, Wien[16]
- 2019: links und rechts die Nacht, Lia Wolf Cabinett, Wien (im Rahmen von FOTO WIEN)
- 2018: Raum mit Licht, Wien – gemeinsam mit Friedl Kubelka[4]
- 2014: Einblicke, Belvedere, Spitzhof, Wien[17]
- 2014: Peripheres Wohnen, Ortner 2, Wien
- 2010: Sportfotos, Lia Wolf Cabinett, Wien (im Rahmen von eyes on, Monat der Fotografie)
- 2010: exposed, FOTOHOF, Salzburg
- 2009: Rutland Gate, Christine König Galerie, Wien
- 2008: Monika, Herbert, and forever more they wait, Lolapoloza Project Space, Oxford (GB) – gemeinsam mit Bernadette Huber
- 2005: Love has changed, not so desire, Open Studio, Wien – Ausstellung im Atelier mit Live-Musik von Franz Koglmann und Peter Herbert
- 1981: Heidi Harsiebers Holland, Diaserie und Toncollage in Zusammenarbeit mit Franz Koglmann, Universität für angewandte Kunst Wien
- 1975: Fotoserie abstrakter Dias, Museum des 20. Jahrhunderts, Wien

### Gruppenausstellungen (Auswahl)
- 2021: Wilde Kindheit, Lentos Kunstmuseum Linz, Linz
- 2018: Women.Now, Austrian Cultural Forum New York, New York (USA)
- 2017: Die Kraft des Alters, Unteres Belvedere, Wien
- 2017: ÖsterreichBilder, Salzburg Museum, Salzburg
- 2015: Schlaflos. Das Bett in Geschichte und Gegenwartskunst, 21er Haus, Wien
- 2014: Selbstauslöser , Museum der Moderne Salzburg, Salzburg,
- 2011: Absolut Wien, Wien Museum, Wien
- 2010: ich ist ein anderer, Landesmuseum NÖ, St. Pölten,
- 2009: Lebensform Wittgenstein, Haus Wittgenstein, Wien
- 2007:	body talk, Fotogalerie Wien

## Preise
- 2023: Kulturpreis des Landes Niederösterreich: Würdigungspreis für Medienkunst / Künstlerische Fotografie[18]

## Publikationen
- 2021: Das ist – Über die Jahre. Fotografie als Abbild und Konstruktion. Mit Text von Ferdinand Schmatz. Herausgegeben von Lia Wolf. Wien: Schlebrügge.Editor. ISBN 978-3-903172-76-0
- 2021: WERKSCHAU XXVI: Heidi Harsieber – und immer warten sie. Mit Text von Michaela Lindinger. Fotobuch 63/2021. Wien: FOTOGALERIE WIEN. ISBN 978-3-902725-48-6
- 2017: ÖsterreichBilder. Herausgegeben von Rainer Iglar und Michael Mauracher. Salzburg: FOTOHOF>EDITION. ISBN 978-3-902993-50-2
- 2014: EINBLICKE. Künstler und ihre Partner. Mit Texten von Agnes Husslein-Arco und Maria Christine Holter. Salzburg: FOTOHOF>EDITION. ISBN 978-3-902993-02-1
- 2009: immer schön brav. Mit Text von Ferdinand Schmatz und einem Interview geführt von Maren Gröning. Herausgegeben von Rainer Iglar und Michael Mauracher. Salzburg: FOTOHOF>EDITION. ISBN 978-3-902675-27-9

### Als Herausgeberin
- 2025: Heidi Harsieber – Werner Kuntschik. Gemeinsam mit Berthold Ecker. Wien: Schlebrügge.Editor. ISBN 978-3-903447-17-2
- 2020: Ernst Hartmann 1907–1983: ‚brennen!, nur darauf kommt es an‘. Gemeinsam mit Maren Gröning. Wien: Schlebrügge.Editor. ISBN 978-3-903172-66-1